# Quartier Dubois-Thainville
Le Quartier Dubois-Thainville est un ensemble de bâtiments de la ville de Joigny, dans l'Yonne en région Bourgogne-Franche-Comté.

## Histoire
Le siècle de la campagne de construction est le XVIIIe siècle, le maître d’œuvre est Guillaumot.
La façade du pavillon central avec fronton sculpté est inscrite au titre des monuments historiques par arrêté du 24 octobre 1929.
Il s'agissait de l'ancien quartier du 1er régiment de dragons de 1897 à 1914.
Le site est aujourd'hui la cité administrative de Joigny, avec l'hôtel de ville ainsi que d'autres services publics dans ses pavillons latéraux (communauté de communes du Jovinien, antenne de la CPAM, La Poste, ancienne caserne de pompiers).